# Gil González Dávila
Gil González Dávila (1480-1526) fue un capitán y explorador de conquista español, natural de Ávila, fue el jefe de la expedición al territorio de las actuales Costa Rica y Nicaragua, llegando incluso a penetrar en territorio de la actual Honduras. 

## Biografía
Fue criado del influyente obispo Fonseca y en 1511 consiguió el cargo de contador en La Española. 
En 1520 firmó una capitulación para explorar la ruta que iba a las islas Molucas desde el istmo de Panamá, realizando el viaje dos años más tarde. 
En 1522 realizó la primera expedición por la Mar del Sur desde Tierra Firme, alcanzando territorios costarricenses, en su búsqueda de oro, obteniendo cierta cantidad, aunque menos de la esperada. En la expedición recorrieron la costa del Pacífico de las actuales Costa Rica, y visitaron los dominios de numerosos monarcas amerindios, entre ellos los caciques Huetar, Chorotega, Gurutina, Orosi, Nicoya y Nicarao. Tuvo que enfrentarse al ataque del cacique Diriangén que lo obligó a retirarse hacia San Lucar (Golfo de Nicoya), y luego regresar a Panamá.
Llega en 1522 con licencia real para explorar y descubrir en calidad de empresa estatal de poblamiento más allá de la Mar del Sur y empieza la conquista de Nicaragua, visitó con el contador Andrés de Cereceda, el dominio de Nicarao a orillas del lago Cocibolca (La Mar Dulce). En 1523 inició la conquista de Nicaragua, teniendo lugar un interesante encuentro entre el conquistador y el rey Nicarao. Su piloto, Andrés Niño, llegó hasta el actual golfo de Fonseca, que fue bautizado así en honor del obispo Juan Rodríguez de Fonseca.
Avanzó más al norte, pero enfrentó el ataque de Diriangén (17 de abril de 1523), que los obligó a retirarse hacia el golfo de Nicoya.
En marzo de 1524 desembarcó en Honduras, con una orden de poblamiento y se enfrentó con las fuerzas de Hernando de Soto; fundó San Gil de Buena Vista. También Hernán Cortés intentó disputarle la conquista, enviando a Cristóbal de Olid para ello, pero al traicionarle este último, envió después a su primo Francisco de las Casas, que terminó aliándose con el propio Gil González contra Olid. Muerto Olid, Cortés dejó a De las Casas y González a cargo de la región.
Al regresar a México, González y De las Casas entraron en confrontación con otro cliente de Cortés, Salazar de la Pedrada, que los envió como  prisioneros a España por el asesinato de Olid, aunque aparentemente no fueron castigados con dureza. 
En 1526 fue nombrado gobernador de Nicaragua por el Consejo de Indias, cargo que no llegó a asumir porque falleció el 21 de abril en su natal Ávila, España.